# Syzetoninus quadrifoveatus
Syzetoninus quadrifoveatus is een keversoort uit de familie schijnsnoerhalskevers (Aderidae). De wetenschappelijke naam van de soort werd in 1895 gepubliceerd door Arthur Mills Lea.